# Janowo (Szczytno)
Janowo (deutsch Johannisthal) ist ein kleines Dorf der Landgemeinde Szczytno im Powiat Szczycieński der Woiwodschaft Ermland-Masuren in Polen.

## Geographische Lage
Janowo liegt am Südufer des Młyński Staw (auch Janówek, Janowski Staw; deutsch Johannisthaler Mühlenteich) in der südlichen Mitte der Woiwodschaft. Bis zur Kreisstadt Szczytno (Ortelsburg) sind es sechs Kilometer in östlicher Richtung.

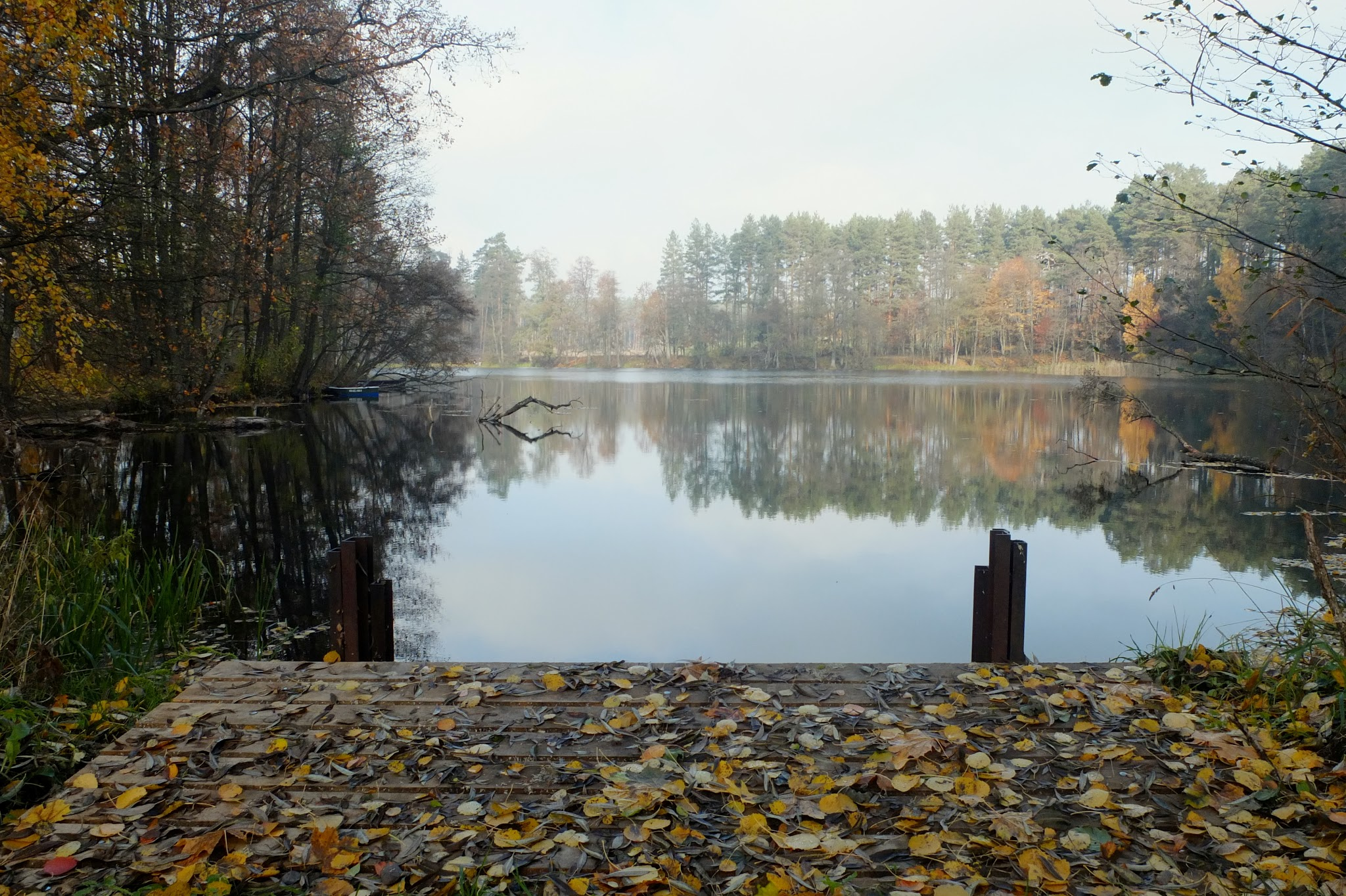
Der Młyński Staw bei Janowo

## Geschichte
Am 24. Juli 1820 kaufte ein gewisser Zenke in dem bis dahin Janowo genannten Ort „auf dem Jagen des Corpeller Forsts eine Wassermühle mit zwei Gängen“. Zenke erbaute dort eine Papiermühle mit einer Bütte und eine Schneidemühle. Die Mühle war noch 1848 in seinem Besitz. Spätere Eigentümer waren Joseph Kupzik und Otto Kupzik.
1874 wurde Johannisthal in den neu errichteten Amtsbezirk Corpellen (1928 bis 1945 Korpellen, polnisch Korpele) im ostpreußischen Kreis Ortelsburg einbezogen. 1908 wurde ein kleiner Teil des Gutsbezirks Johannisthal, der damals 22 Einwohner zählte, in den Gutsbezirk Corpellen eingegliedert, der übrige Ort kam am 1. April 1931 zur Landgemeinde Seedanzig (polnisch Sędańsk).
Als 1945 in Kriegsfolge das gesamte südliche Ostpreußen an Polen fiel, traf das auch Johannisthal. Es erhielt die polnische Namensform „Janowo“ und ist heute eine Ortschaft innerhalb der Landgemeinde Szczytno (Ortelsburg) im Powiat Szczycieński (Kreis Ortelsburg), bis 1998 der Woiwodschaft Olsztyn, seither der Woiwodschaft Ermland-Masuren zugehörig.

## Kirche
Bis 1945 war Johannisthal in die evangelische Kirche Ortelsburg in der Kirchenprovinz Ostpreußen der Kirche der Altpreußischen Union sowie in die römisch-katholische Kirche Ortelsburg im damaligen Bistum Ermland eingepfarrt.
Heute gehört Janowo wie seinerzeit Johannisthal zur evangelischen Pfarrei Szczytno, jetzt in der Diözese Masuren der Evangelisch-Augsburgischen Kirche in Polen gelegen, sowie zur katholischen Kirche Szczytno im jetzigen Erzbistum Ermland.

## Verkehr
Janowo liegt an der verkehrstechnisch bedeutsamen Landesstraße 58, die von Olsztynek (Hohenstein) durch die südliche Woiwodschaft Ermland-Masuren bis in die Woiwodschaft Masowien führt. Janowo ist außerdem mit dem Nachbarort Sędańsk (Seedanzig) über eine Nebenstraße verbunden. Eine Anbindung an den Bahnverkehr besteht nicht.